# Centistidea taiwanica
Centistidea taiwanica är en stekelart som först beskrevs av Papp och Chou 1996.  Centistidea taiwanica ingår i släktet Centistidea och familjen bracksteklar. Inga underarter finns listade.